# Lebrecht James Chinery-Hesse
Pour les articles homonymes, voir Chinery et Hesse.
Lebrecht James Nii Tettey Chinery-Hesse (19 octobre 1930-30 août 2018) est un avocat ghanéen. Il a été spécialiste de la rédaction législative au service de l'Ouganda, du Ghana, de la Zambie et de la Sierra Leone. Il est un ancien solliciteur général du Ghana et ancien procureur général par intérim du Ghana,.

## Enfance et éducation
LJ Chinery-Hesse est né le 19 octobre 1930 à Jamestown, Accra. Son père était Herman Wilhelm Hesse et sa mère était Emily Naa Chinery. Il était le premier de leurs neuf enfants. 
Il a fait ses premières études à la Government Junior Boys' School de Sempe, à Accra et au pensionnat presbytérien Salem d'Osu (en). Il a poursuivi ses études secondaires à l'Académie d'Accra (en) puis au Collège Adisadel à Cape Coast. En 1950, il s'est rendu au Royaume-Uni pour ses études supérieures. Il a d'abord étudié les classiques à l'université de Hull. Bien qu'il ait obtenu le meilleur prix des classiques, il a décidé de passer de son intérêt académique au droit. Il s'est inscrit à l'Inner Temple et a passé son examen de droit en 1956,,.

## Carrière
Il a été admis au barreau anglais de Inner Temple en 1956. À son retour au Ghana, l'année de l'indépendance en 1957, il est devenu un avocat privé pendant un an. En 1959, il est entré dans la fonction publique en tant que procureur adjoint et est devenu procureur général en 1964. Par la suite, en 1966, il a été nommé rédacteur parlementaire en chef (en) au Ghana. En 1969, Nicolas Yaw Boafo Adade a été nommé procureur général, et Chinery-Hesse a été amené à combiner son rôle de rédacteur parlementaire en chef avec une nomination pour agir comme solliciteur général. En 1979, il était procureur général par intérim de la République du Ghana. Il était membre du Ghana Council for Law Reporting à partir de 1972,. Il a été premier conseiller parlementaire en Sierra Leone de 1982 à 1987. Il a également occupé des postes de rédacteur juridique en Zambie de 1987 à 1989. De 1989 à 2014, il a travaillé comme expert en rédaction législative au ministère de la Justice à Kampala, en Ouganda. Il a été membre du Comité d'experts sous la présidence de S. K. B. Asante (en), qui a travaillé à l'élaboration de la Constitution du Ghana de 1992 entre juin 1991 et juillet 1991.

## Vie privée
Il a épousé Mary Chinery-Hesse (née Blay), diplomate ghanéenne et fonctionnaire internationale et première femme chancelière de l'université du Ghana. Elle est la fille de Robert Samuel Blay, avocat, juriste et juge à la Cour suprême du Ghana sous la Première République. Ils ont eu un fils, Herman Chinery-Hesse, qui est un entrepreneur technologique.

## Mort
Il est décédé le 30 août 2018 et a été enterré à Accra, au Ghana, après ses funérailles à l'église d'Accra Ridge. Un service commémoratif distinct a eu lieu à la cathédrale All Saints à Nakasero, en Ouganda, le 14 septembre 2018 en sa mémoire.  